# Геловані Віктор Арчілович
Віктор Арчілович Геловані (нар. 8 жовтня 1944, Миколаїв) — радянський і російський вчений, спеціаліст у галузі прикладної математики, обчислювальної техніки, математичного моделювання. Академік РАН (1997), доктор технічних наук (1980).

## Віхи біографії
- У 1961 р. закінчив середню школу № 1 м. Севастополя.
- У 1967 р. закінчив факультет аерофізики та космічних досліджень Московського фізико-технічного інституту.
- 1971 р. — кандидат фізико-математичних наук (тема: «Навігація та управління космічним літальним апаратом на траєкторії спуску в атмосфері Землі з орбіти штучного супутника»)[1].
- 1973—1975 рр. — Старший науковий співробітник, завідувач лабораторії Інституту проблем управління АН СРСР, м. Москва (роботи в галузі моделювання та управління регіональним розвитком).
- 1975 — до теперішнього часу — завідувач відділу Інституту системного аналізу РАН (раніше ВНІІСІ АН СРСР і ДКНТ СРСР), м. Москва (розробка моделей та методів людино-машинного моделювання складних систем для оцінки альтернатив складних великомасштабних рішень).
- 1980 р. — доктор технічних наук (тема: «Системний аналіз розвитку соціально-економічних об'єктів країнового та регіонального рівня»).
- 1987 р. — Член-кореспондент АН СРСР, (роботи з системного аналізу та математичного моделювання складних технічних та соціально-економічних об'єктів).
- 1993 р. — Член Комітету з Державних премій при Президентові Російської Федерації у сфері науки та техніки[2].
- 1997 р. — академік РАН, Член Наукової ради РАН «Математичне моделювання», Комітету з системного аналізу РАН, Ради директорів Міжнародного фонду розвитку інтелектуальних ресурсів, Виконкому Міжнародної Асоціації дослідних центрів з вивчення природних ресурсів, Комітету з державних премій Росії при Президії РФ у галузі науки і техніки.

## Сім'я
Батько — Геловані Арчіл Вікторович — радянський воєначальник, маршал інженерних військ СРСР. Мати — Алхазішвілі Кето Володимирівна — лікар, хірург.
- Дружина — Анджапарідзе-Геловані Нана Олександрівна — лікар, кардіолог.
  - Син — Геловані Арчил Вікторович (молодший) — російський підприємець, кінопродюсер.

## Наукові дослідження
Великий цикл наукових праць В. А. Геловані був присвячений дослідженню проблем стабільності у світі, зокрема проблемі ядерного роззброєння. Розроблено моделі оцінки станів стабільності, паритету, переваги та їх динаміки.
Широко відомі роботи В. А. Геловані в галузі штучного інтелекту, зокрема, за експертними системами в галузі медицини.
Усього Геловані опубліковано понад 150 наукових праць у російських та закордонних виданнях з тематики інформатики, математичного моделювання штучного інтелекту в різних прикладних галузях знань, включаючи монографії.

## Основні публікації
- Проблеми комп'ютерного моделювання (Москва, 1989).
- Експертні системи. Досвід проектування (Москва, 1990, співавт.).
- Еволюція концепції стратегічної стабільності. Ядерна зброя у XX та XXI столітті (Москва, 1997, у співавт.).
- Інтелектуальні системи підтримки прийняття рішень у позаштатних ситуаціях з використанням сучасної інформаційної технології (Москва, 2001, співавт.).
- Високопотужні діодні лазери нового типу (Москва, 2005, співавт.).
- Росія у світовій системі (1990—2022) // Прогноз та моделювання криз та світової динаміки [Архівовано 20 листопада 2012 у Wayback Machine.] / Відп. ред. А. А. Акаєв, А. В. Коротаєв, Г. Г. Малинецький. — М.: Видавництво ЛКІ/URSS. — С. 172—188. — ISBN 978-5-382-01004-5.